# 胡可誠
胡可誠，美國陸軍退役中將，歷任美國國防安全合作局局長、美國駐華大使館國防武官和美國駐埃及大使館國防武官等職。

## 生涯

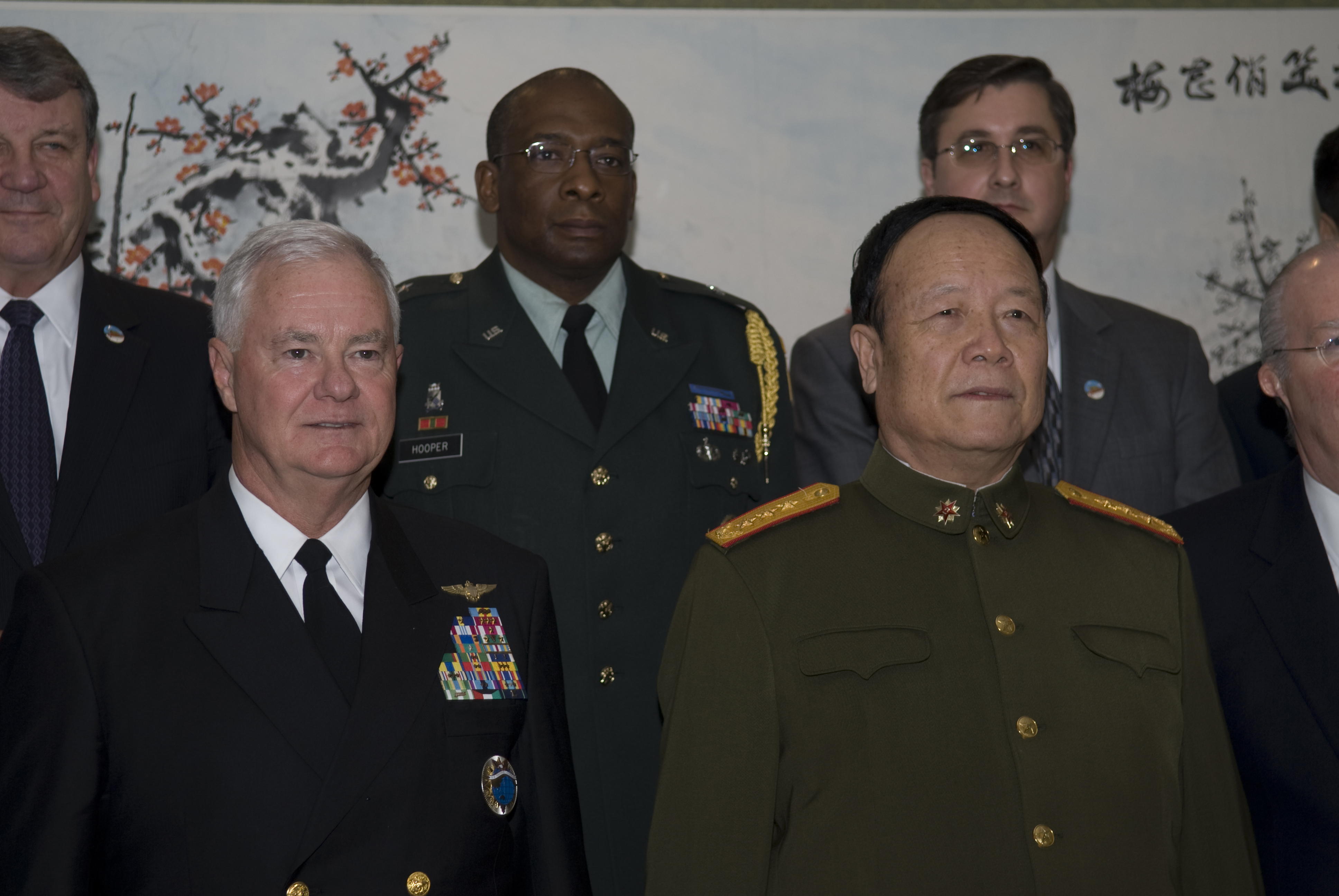
2008年，胡可誠准將於美國駐華大使館國防武官任內，與美軍太平洋司令蒂莫西·J·基廷上將、中國中央軍事委員會副主席郭伯雄上將合影

胡可誠是紐澤西州威林伯勒鎮人，雙親分別為紐約市消防員和中學教師。他曾就讀約翰·甘迺迪高級中學，1975年畢業後入讀西點軍校，在學期間曾學習中文，1979年畢業並任官成為少尉，兵科屬步兵。從軍後亦曾赴美國陸軍戰爭學院及英國國防部香港中文學校進修。
胡可誠在軍中歷經陸軍裝甲中心、第25步兵師、第82空降師及招募司令部等單位的勤務，亦曾至加利福尼亞州蒙特雷的海軍研究所擔任教官。1989年，他獲得哈佛大學甘迺迪政府學院碩士學位，而後派赴美國駐香港總領事館，1995年至1998年間升任美國駐華大使館陸軍副武官，其餘政軍相關職務尚包括陸軍參謀部參三五（G35）戰爭規劃處副處長、國防部長室中國、台灣及蒙古資深國家主任、陸軍參謀部參三五陸軍國際事務處長等。
2007年，胡可誠正式晉任將官，授階為准將並調任美國駐華大使館國防武官至2009年止，2009年—2011年間則擔任美軍太平洋司令部聯五（J-5）戰略規劃暨政策副處長。2011年升少將後，8月轉任美軍非洲司令部聯五戰規暨企劃處長，2014年3月卸任，同年7月至2017年6月間則出任美國駐埃及大使館軍事合作處長兼國防武官。2017年7月31日，胡可誠晉升中將的晉任案經過美國參議院確認，並出任第17代國防安全合作局長，接替海軍出身的前局長約瑟夫·瑞克塞中將。